# Queen's Club Championships 1997 - Qualificazioni doppio
Le qualificazioni del doppio  ai  Queen's Club Championships 1997 sono state un torneo di tennis preliminare per accedere alla fase finale della manifestazione. I vincitori dell'ultimo turno sono entrati di diritto nel tabellone principale. In caso di ritiro di uno o più giocatori aventi diritto a questi sono subentrati i lucky loser, ossia i giocatori che hanno perso nell'ultimo turno ma che avevano una classifica più alta rispetto agli altri partecipanti che avevano comunque perso nel turno finale.
Le qualificazioni del doppio del torneo Queen's Club Championships 1997 prevedevano 8 coppie partecipanti di cui 2 sono entrate nel tabellone principale.

## Teste di serie
1. Mark Keil /  Jeff Salzenstein (ultimo turno)
2. Patrick Baur /  Nicolás Pereira (Qualificati)

1. Doug Flach /  Bryan Shelton (primo turno)
2. Mark Petchey /  Andrew Richardson (primo turno)

## Qualificati
1. Wayne Black  /   Neville Godwin

1. Patrick Baur  /   Nicolás Pereira

## Tabellone

### Legenda
| - Q = Qualificato - WC = Wild card - LL = Lucky loser | - ALT = Alternate - SE = Special Exempt - PR = Protected Ranking | - w/o = Walkover - r = Ritirato - d = Squalificato |

### Sezione 1
|  | Primo turno | Primo turno                    | Primo turno                    | Primo turno | Primo turno |  |  | Ultimo turno | Ultimo turno               | Ultimo turno               | Ultimo turno | Ultimo turno |  |
|  |             |                                |                                |             |             |  |  |              |                            |                            |              |              |  |
|  | 1           | Mark Keil Jeff Salzenstein     | Mark Keil Jeff Salzenstein     | 6           | 6           |  |  |              |                            |                            |              |              |  |
|  |             | Arnaud Boetsch Marc Rosset     | Arnaud Boetsch Marc Rosset     | 3           | 2           |  |  | 1            | Mark Keil Jeff Salzenstein | Mark Keil Jeff Salzenstein | 2            | 5            |  |
|  |             | Wayne Black Neville Godwin     | Wayne Black Neville Godwin     | 6           | 6           |  |  |              | Wayne Black Neville Godwin | Wayne Black Neville Godwin | 6            | 7            |  |
|  | 4           | Mark Petchey Andrew Richardson | Mark Petchey Andrew Richardson | 3           | 3           |  |  |              |                            |                            |              |              |  |

### Sezione 2
|  | Primo turno | Primo turno                    | Primo turno | Primo turno | Primo turno |  |  | Ultimo turno | Ultimo turno                   | Ultimo turno                   | Ultimo turno | Ultimo turno |  |
|  |             |                                |             |             |             |  |  |              |                                |                                |              |              |  |
|  | 2           | Patrick Baur Nicolás Pereira   | 6           | 6           | 7           |  |  |              |                                |                                |              |              |  |
|  |             | Clinton Ferreira Andrei Pavel  | 7           | 4           | 5           |  |  | 2            | Patrick Baur Nicolás Pereira   | Patrick Baur Nicolás Pereira   | 6            | 7            |  |
|  |             | Danny Sapsford Chris Wilkinson | 6           | 3           | 6           |  |  |              | Danny Sapsford Chris Wilkinson | Danny Sapsford Chris Wilkinson | 3            | 6            |  |
|  | 3           | Doug Flach Bryan Shelton       | 4           | 6           | 2           |  |  |              |                                |                                |              |              |  |